# Gulf Livestock 1
Die Gulf Livestock 1 war ein zu einem Tiertransporter umgebautes Containerschiff, das am 2. September 2020 westlich der japanischen Insel Amami-Ōshima sank.

## Geschichte
Das Schiff wurde von der Detlef Hegemann Rolandwerft in Berne (Niedersachsen) als Containerschiff für die Reederei Jüngerhans in Haren (Ems) gebaut. Die Kiellegung fand am 4. April 2002, der Stapellauf am 20. September 2002 statt. Fertigstellung und Ablieferung des Schiffes erfolgten am 9. Dezember 2002.
Das als Cetus J als Teil einer Serie des Werfttyps RW 700 gebaute Schiff wurde in Charter der Maersk Line als Maersk Waterford in Fahrt gesetzt. Es wurde in den darauffolgenden Jahren mehrmals umbenannt. Im September 2014 wurde das Schiff von der Reederei Jüngerhans zusammen mit dem Schwesterschiff Charon J verkauft und 2015 auf der Werft Kuzey Star Shipyard in Tuzla zum Tiertransporter umgebaut. Das Schiff kam für die Gesellschaft Mira Shipping International als Rahmeh unter der Flagge Panamas in Fahrt. 2019 wurde das Schiff in Gulf Livestock 1 umbenannt.

### Untergang 2020

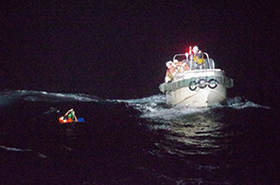
Ein Rettungsboot der japanischen Küstenwache rettet ein treibendes Besatzungsmitglied.

Die letzte Fahrt begann das Schiff am 14. August 2020, als es Napier in Neuseeland verließ. Das Fahrtziel war der Hafen von Jingtang in Tangshan (China), wo die Ankunft für den 11. September 2020 geplant war. Auf dieser Fahrt beförderte die Gulf Livestock 1, die im Besitz der in den Vereinigten Arabischen Emiraten ansässigen Reederei Gulf Navigation Holding war, insgesamt 5.867 Rinder. Das Schiff hatte 43 Besatzungsmitglieder an Bord; davon waren 39 philippinischer Staatsangehörigkeit, jeweils zwei Personen waren neuseeländischer und australischer Staatsangehörigkeit. Die beiden Australier waren als Tierarzt und als Tierpfleger an Bord. Der Tierarzt hatte auch die deutsche Staatsbürgerschaft.
Das Schiff sendete am 2. September 2020 um 01:40 Uhr JST ein Seenotsignal von einer Position circa 185 Kilometer westlich der japanischen Insel Amami Ōshima im Ostchinesischen Meer.
Am 2. September konnte der Erste Offizier von der japanischen Küstenwache gerettet werden. Er berichtete, dass die Maschine des Schiffes bei rauer See durch den Taifun Maysak (Pazifische Taifunsaison 2020) versagt habe und das Schiff später gekentert sei, nachdem es von einer Welle getroffen worden sei.
Am 4. September wurde ein zweites Besatzungsmitglied geborgen, das jedoch kurz darauf verstarb. Kurz darauf wurde ein dritter Seemann entdeckt, der lebend geborgen werden konnte. Gesichtet wurden zudem mehrere tote Tiere, ein leeres Rettungsfloß, ein beschädigtes leeres Rettungsboot sowie eine Rettungsweste.

### Behördliche Reaktionen
Nach dem Unglück hat die neuseeländische Regierung Lebendexporte per Tiertransporter vorübergehend untersagt. Im April 2021 wurde dieses Verbot definitiv ausgesprochen.

## Technische Daten
Das Schiff wurde von einem Viertakt-Achtzylinder-Dieselmotor des Herstellers Caterpillar (Typ: MaK 8M43) mit 7200 kW Leistung angetrieben. Der Motor wirkte auf einen Verstellpropeller. Für die Stromerzeugung an Bord standen ein mit 1200 kW Leistung angetriebener Wellengenerator mit 1500 kVA Scheinleistung, drei von Dieselmotoren mit jeweils 1223 kW Leistung angetriebene Generatoren mit 1529 kVA Scheinleistung und zwei von Dieselmotoren mit jeweils 530 kW Leistung angetriebene Generatoren mit 538 kVA Scheinleistung zur Verfügung. Weiterhin wurde ein von einem Dieselmotor mit 400 kW Leistung angetriebener Notgenerator mit 500 kVA Scheinleistung verbaut. Das Schiff hatte ein Bugstrahlruder.